# Amphineuron subattenuatum
Amphineuron subattenuatum là một loài thực vật có mạch trong họ Thelypteridaceae. Loài này được (Rosenst.) Holttum mô tả khoa học đầu tiên năm 1977.